# Nikko Securities Dream Ladies
Maillots
Le Nikko Securities Dream Ladies ou 日興證券ドリームレディース est un ancien club japonais de football féminin basé à Yachiyo, fondé en 1990 et dissous en 1998.

## Palmarès
- Championnat du Japon de football féminin
  - Champion en 1996, en 1997 et en 1998
  - Vice-champion en 1995

- Coupe du Japon féminin
  - Vainqueur en 1990, en 1992 et en 1996
  - Finaliste en 1994 et en 1998

## Joueuses notables
- Yumi Obe
- Harue Sato
- Masae Suzuki
- Saiko Takahashi
- Rie Yamaki
- Tone Haugen
- Linda Medalen
- Hege Riise

## Entraîneurs
- 1996-1998 :  Tamotsu Suzuki